# 湯萊恩 (紐約州)
湯萊恩（英語：Town Line）是位於美國紐約州伊利縣的普查規定居民點。

## 人口
根據2020年美國人口普查的數據，湯萊恩的面積為11.98平方千米，當中陸地面積為11.97平方千米，而水域面積為0.01平方千米。當地共有人口2334人，而人口密度為每平方千米194.82人。